# Cyclaspis australis
Cyclaspis australis är en kräftdjursart som beskrevs av Sars 1887. Cyclaspis australis ingår i släktet Cyclaspis och familjen Bodotriidae. Inga underarter finns listade i Catalogue of Life.

## Bildgalleri

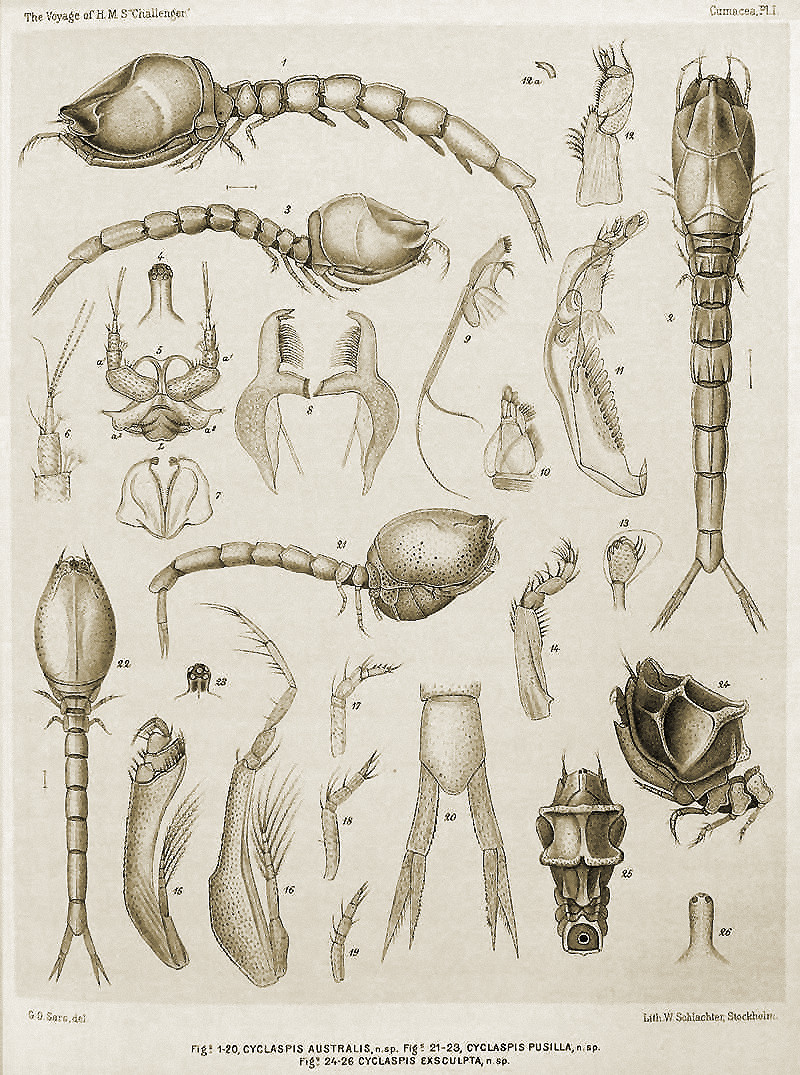